# Лукреция Барберини
Лукреция Барберини (на италиански: Lucrezia Barberini; * 24 октомври 1628; † 24 август 1699, Модена) е принцеса от могъщия флорентински род Барберини и третата съпруга на херцог Франческо I д’Есте от Модена и Реджо.

## Живот
Дъщеря е на Тадео Барберини (1603 – 1647), княз на Палестрина, и съпругата му Анна Колона ди Талякоцо (1601 – 1658), дъщеря на Филипо Колона, княз на Палиано. Тя е роднина на папа Урбан VIII.
Лукреция Барберини се омъжва на 14 октомври 1654 г. в Лорето за херцог Франческо I д’Есте (1610 – 1658) от Модена и Реджо. Двамата имат син:
- Риналдо д’Есте (1655 – 1737), кардинал (1688 – 1695) и от 1694 г. като Риналдо III херцог на Модена и Реджо, ∞ 1696 г. за Шарлота от Хановер (1671 – 1710), дъщеря на курфюрст Йохан Фридрих фон Брауншвайг-Люнебург.